# Платонов, Павел Юрьевич
Павел Юрьевич Платонов (5 ноября 1968 — 26 октября 2002) — один из 130 погибших заложников в теракте на Дубровке, который сообщал ценную информацию силовым структурам, позволившую спасти жизни остальных заложников в театральном центре и жизни спецназовцев, осуществлявших штурм здания театра. Кавалер ордена Мужества (посмертно).

## Биография

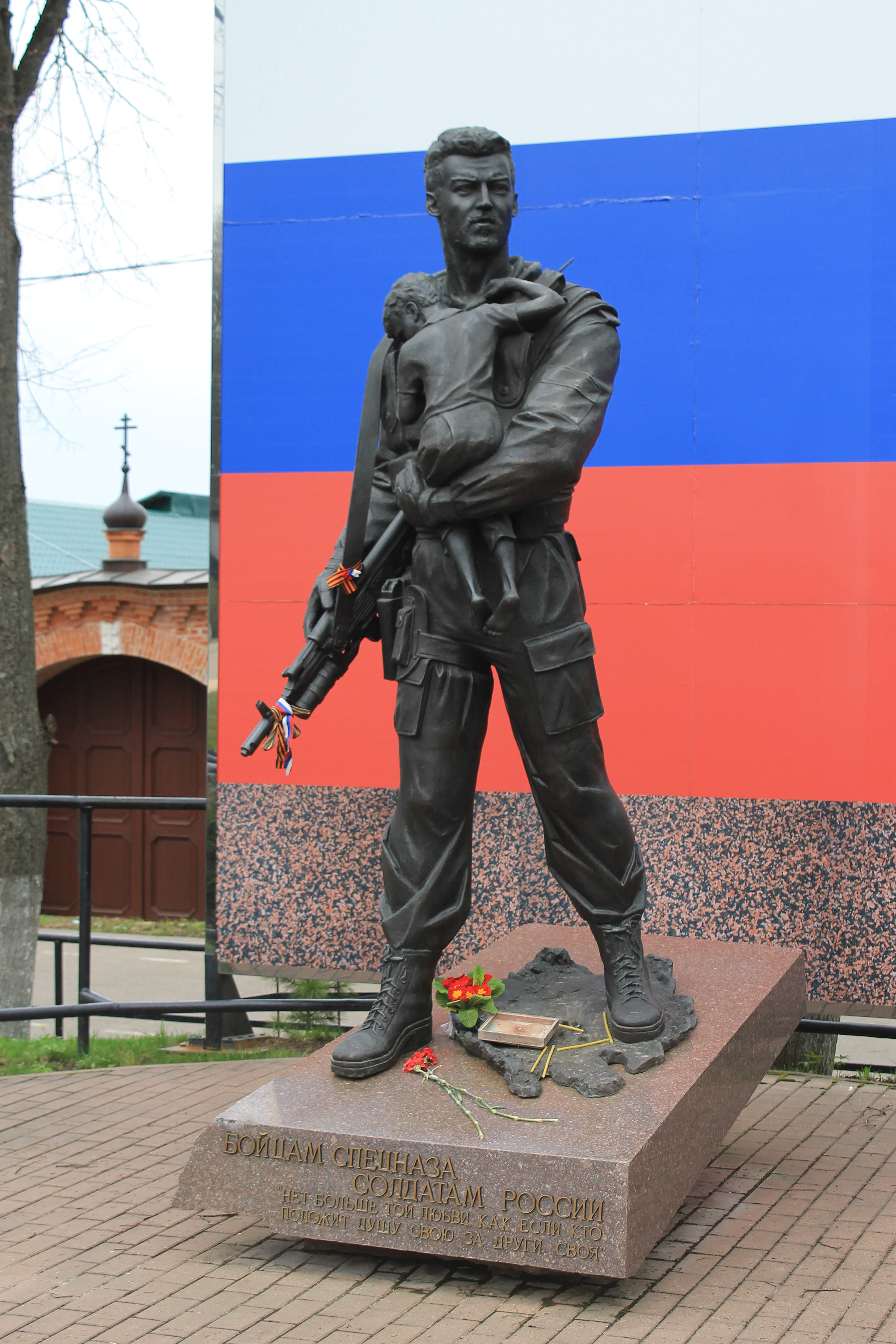
Памятник бойцам спецназа в селе Новый Быт городского округа Чехов

По свидетельствам одного из сотрудников группы «А», Платонов проходил службу в пограничных войсках. Был женат, воспитал дочь Валерию. Брат — Владимир, генерал-майор ФСБ.
23 октября 2002 года Павел находился в зале театрального центра на Дубровке, когда туда ворвались террористы, захватившие участников мюзикла и зрителей в заложники. Они отобрали мобильные телефоны у всех находившихся в зале, однако Павел свой спрятал. Он связался с одним из своих знакомых, которому стал сообщать ситуацию о том, что происходит в зале и каковы силы террористов. Человек, которому звонил Павел, позже связался со спецслужбами и передал им информацию, на основании которой и начали прорабатывать возможные сценарии дальнейших действий. Звонок поступил ещё раньше, чем в СМИ проникла информация о захвате театрального центра.
В первые сутки Павел выходил на связь примерно каждые полчаса, затем звонки стали раздаваться реже. Позже террористы всё же обнаружили его телефон и отобрали его, но Павел стал брать чужие телефоны и отправлять с них СМС-сообщения. Последнее сообщение Павел отправил 26 октября 2002 года, за несколько минут до начала штурма, организованного бойцами Центра специального назначения ФСБ. По словам руководителей и участников операции по освобождению заложников, отправленная Павлом информация помогла оперативникам принять правильные решения и спасти жизни многих заложников и участников операции.
Однако Павел оказался среди тех 130 заложников, которые стали жертвами теракта.

## Награды и память
Указом Президента Российской Федерации за мужество и отвагу, проявленные при исполнении гражданского долга в условиях, сопряжённых с риском для жизни Павел Юрьевич Платонов был награждён Орденом Мужества посмертно. 23 мая 2015 года у монастыря Вознесенская Давидова пустынь (посёлок Новый Быт Чеховского района Московской области) был открыт памятник «Бойцам спецназа — воинам России» в виде бронзового солдата, прообразом которого послужил Платонов.